# Hôtel de Montlaur
L'hôtel de Montlaur est situé sur la commune de Moulins (France).

## Localisation
L'hôtel est situé sur la commune de Moulins, dans le département de l'Allier, en région Auvergne-Rhône-Alpes.

## Description
L'hôtel de Montlaur est un exemple caractéristique des hôtels particuliers du XVIIIe siècle à Moulins, avec corps de logis sur rue, cour et communs à l'arrière. L'animation des façades est obtenue par le jeu des matériaux (chaînages de grès ; briques losangées noires et rouges). La cour intérieure, transformée en jardin, est formée par deux ailes en retour d'équerre (anciennes écuries), et accessible par un passage d'entrée couvert fermé par une porte cochère sur rue. La porte cochère s'inscrit sous un portail en plein cintre orné de piédroits à bossages et surmonté d'une corniche amortie par une frise de grecques encadrant le balconnet de l'étage supérieur. À l'intérieur, deux pièces présentent un intérêt particulier. Au rez-de-chaussée du n°35, une ancienne salle à manger lambrissée contenant quatre placards à deux corps aux moulures chantournées, un ancien dessus de cheminée en gypserie et un dessus de porte peint représentant une scène galante. Une chambre à alcôve a gardé tous ses lambris, penderies et sa cheminée de pierre au manteau mouluré.

## Historique
L'hôtel est inscrit partiellement au titre des monuments historiques par arrêté du 21 août 1989.

## Protection
Éléments protégés : les façades et toitures sur rue et sur cour ; éléments intérieurs suivants : escalier à ferronnerie, salle à manger et chambre à alcôve avec leurs boiseries au rez-de-chaussée.

## Galerie

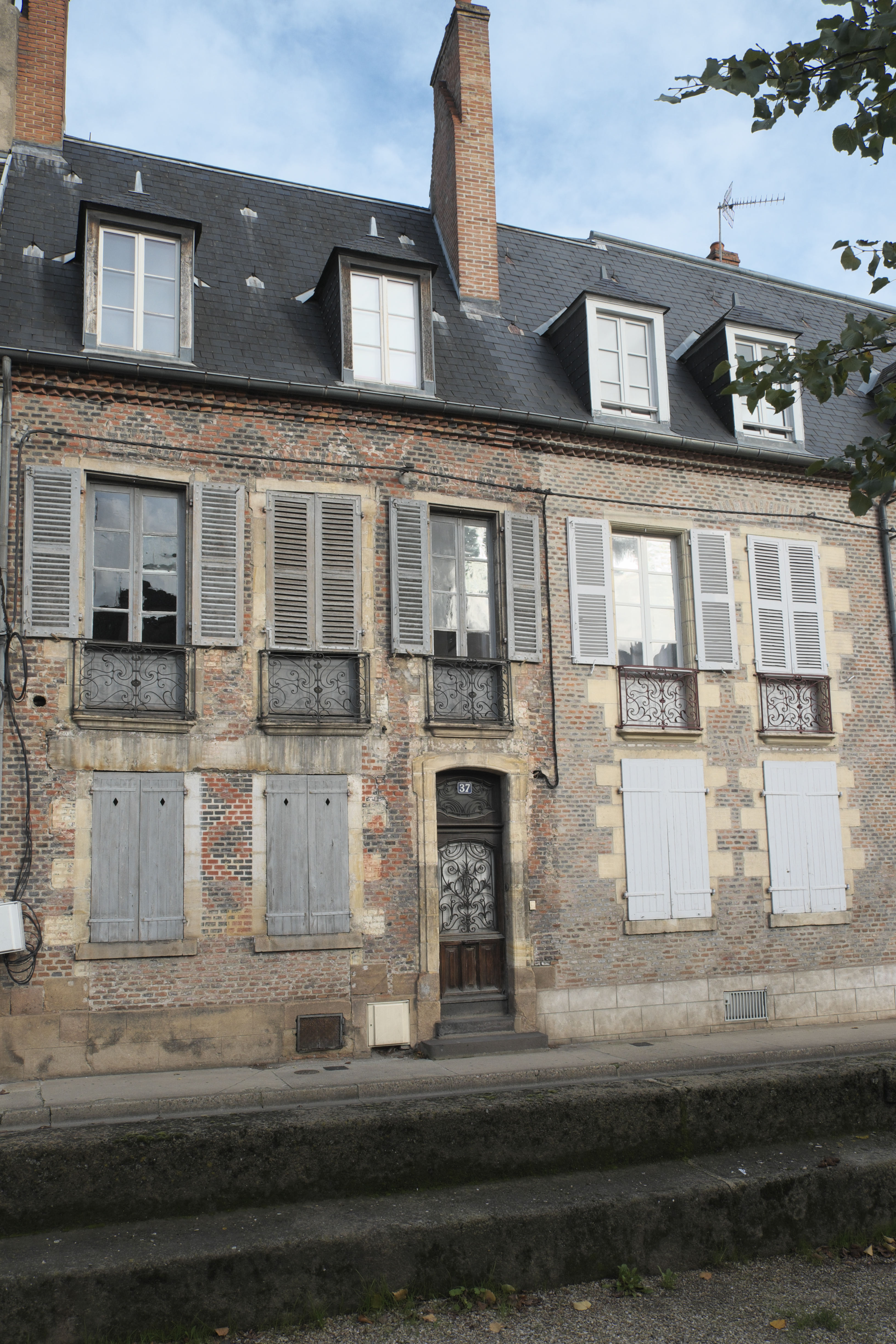
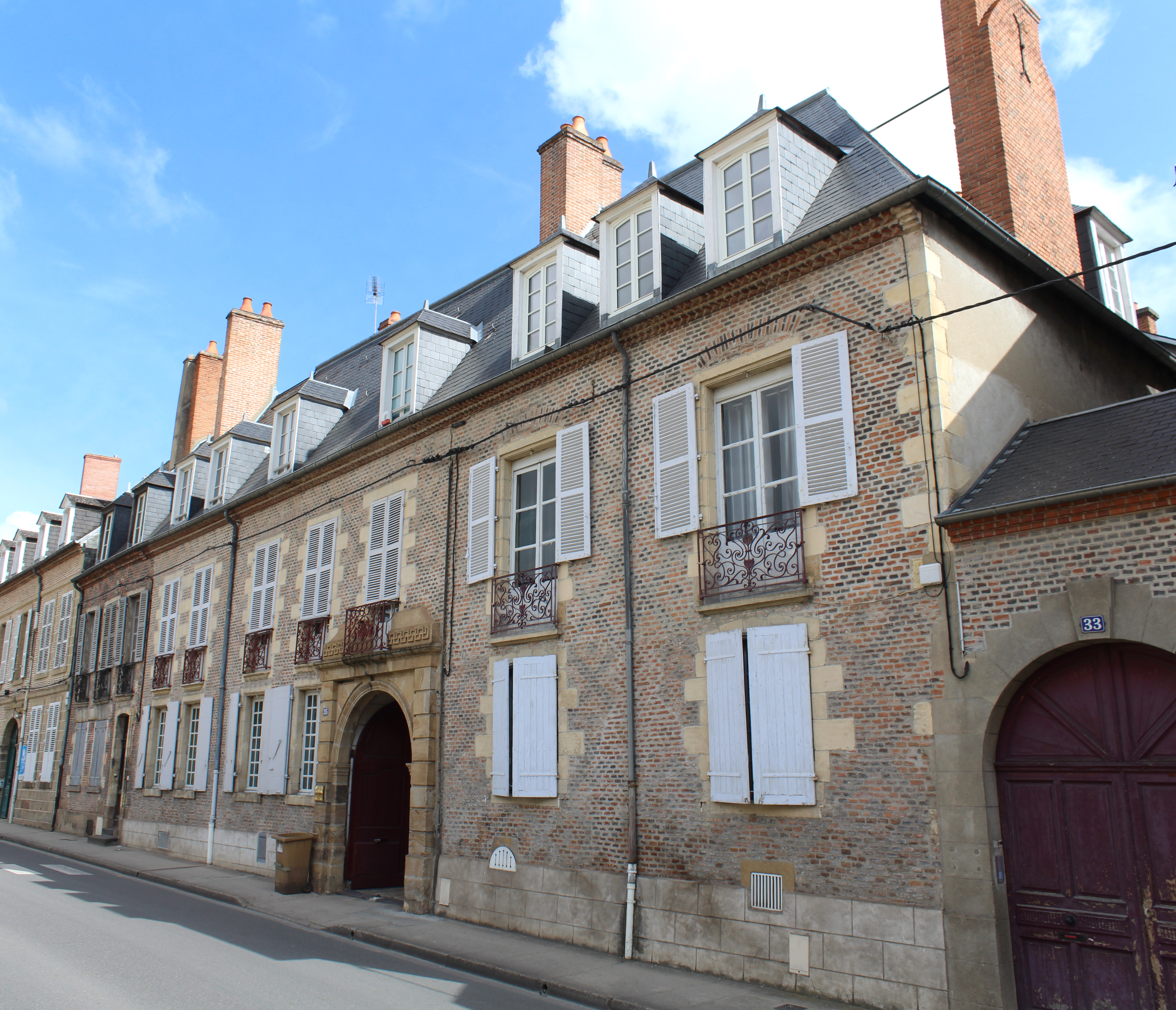
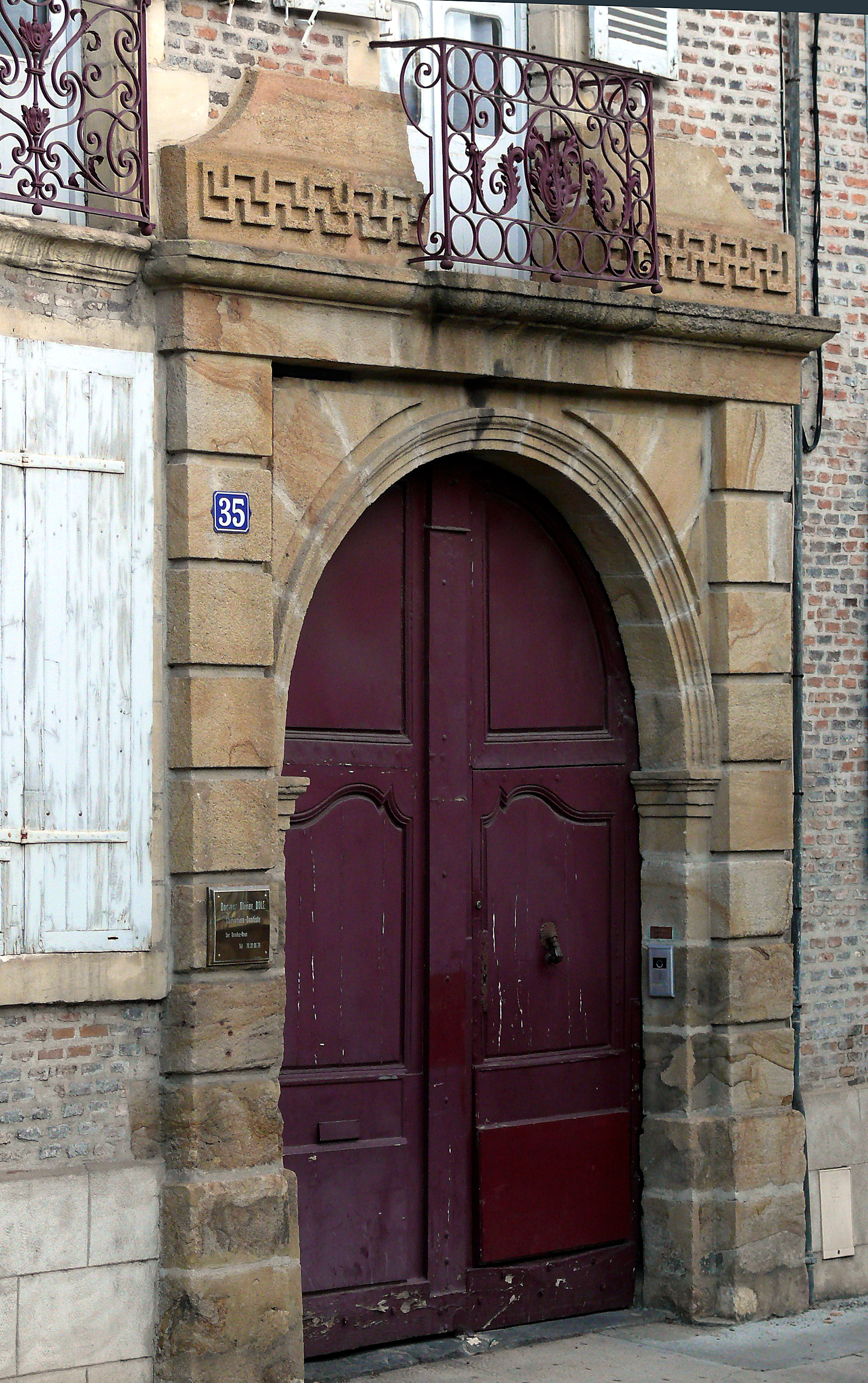
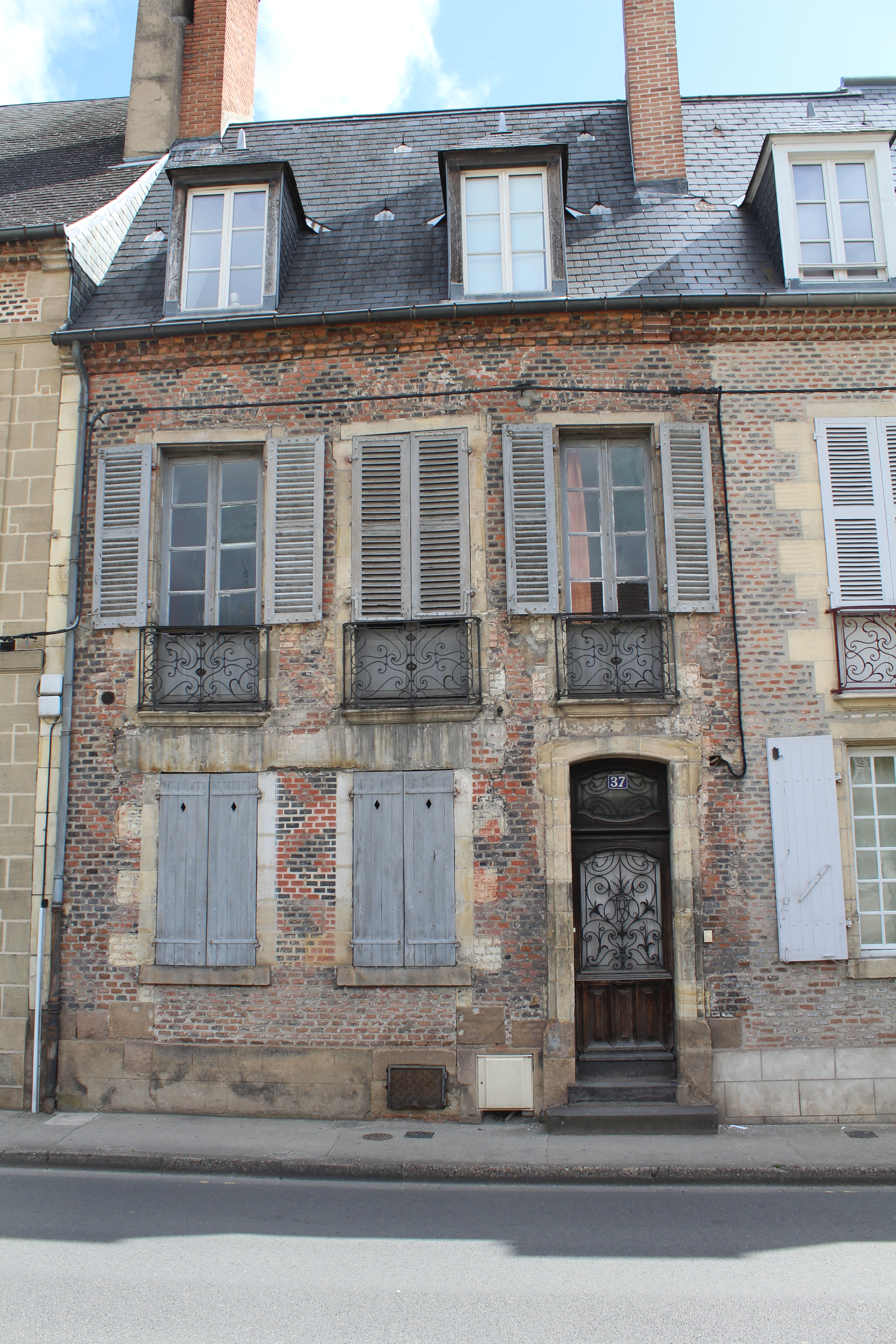
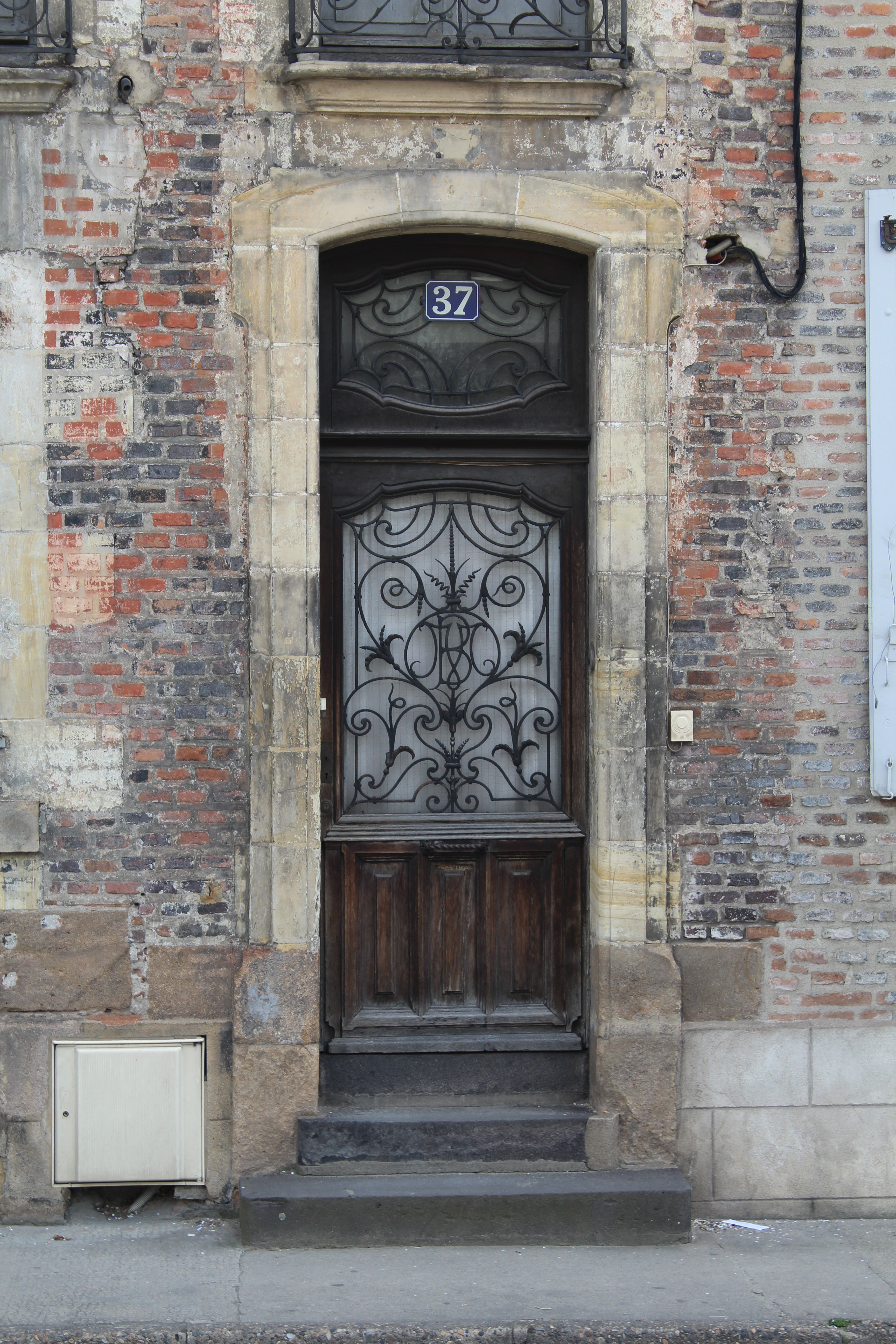
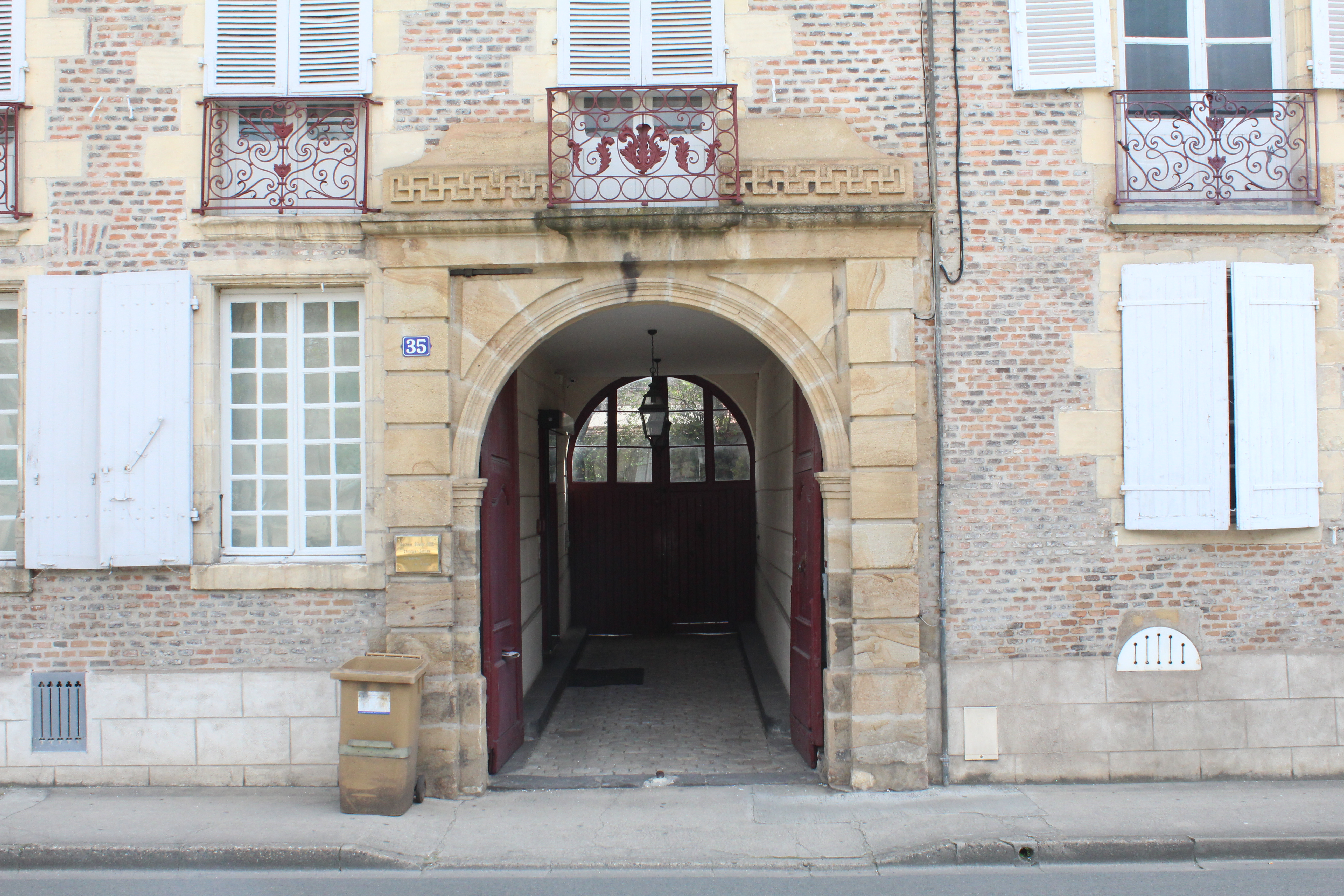